# Morganatisch huwelijk
Een morganatisch huwelijk (Latijn: matrimonium ad morganaticum, afgeleid van het Gotische woord morgjan, "afkorten" of "beperken"; ook wel verbonden met morgengave) of huwelijk met de linkerhand is een in de Europese adel – en dan vooral in de Duitse landen – vroeger niet zelden voorkomende vorm van huwelijk waarbij een der beide partners (meestal de vrouw) van lagere stand was dan de ander. Bij gelijke stand is sprake van een ebenbürtig huwelijk.
Een morganatisch huwelijk betekende dat de bruid en al de kinderen uit dit huwelijk afstand deden van alle rechten op de titels van de bruidegom, zijn rechten en bezittingen. 
Een morganatisch huwelijk kon dienen om de verhouding met een maîtresse een officiële status te geven of in het geval dat een regerend monarch die al kinderen (en dus een troonopvolger) had weduwnaar werd en alsnog een huwelijk uit liefde wilde aangaan; of als een huwelijkse verbinding met iemand anders van dezelfde stand tot dynastieke problemen kon leiden. Niet zelden sloten ook jongere zoons uit vorstenhuizen – die toch al niet voor troonopvolging in aanmerking kwamen – morganatische huwelijken.
In Nederland en de Engelse landen kwamen en komen morganatische huwelijken niet voor. Het Franse equivalent was het zogenaamde geheime huwelijk.

## Wettelijke consequenties
Een morganatisch huwelijk had niet dezelfde wettelijke consequenties als een gewoon huwelijk, maar werd door staat en kerk officieel erkend als geldig. De uit een dergelijk huwelijk geboren kinderen waren wettige nakomelingen van de vader, die zich in sommige gevallen tot in de hoogste kringen begaven.
Nakomelingen kregen de rechten van de partner van de laagste stand, meestal dus de moeder. Ze kregen de adellijke titel van de partner van de laagste stand, waren in de regel niet erfgerechtigd en waren (indien van toepassing) uitgesloten van troonopvolging. De partner kreeg vaak wel een hogere titel.
Daar de weduwe en nakomelingen niets erfden moest de echtgenoot op een andere wijze zorg dragen voor hun financiële positie na zijn dood, de zogenaamde morgengave.

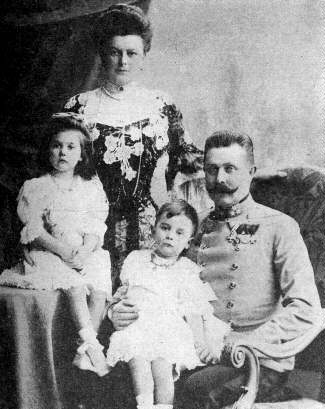
Frans Ferdinand met zijn gezin

## Voorbeelden
- In 1570 trouwde groothertog Cosimo I de' Medici met zijn maîtresse Camilla Martelli. Paus Pius V ging akkoord met een morganatisch huwelijk.
- In de nacht van 9 op 10 oktober 1683, kort na de dood van zijn echtgenote koningin Maria Theresia, ging koning Lodewijk XIV van Frankrijk in de hofkapel te Versailles een morganatisch huwelijk aan met Madame de Maintenon, de opvoedster van de kinderen die hij had verwekt bij een maîtresse.
- In 1900 trouwde de Oostenrijkse troonopvolger Frans Ferdinand zeer tegen de zin van keizer Frans Jozef met gravin Sophie Chotek, een hofdame van keizerin Elisabeth (Sisi). Zij werd verheven tot hertogin van Hohenberg. De uit dit huwelijk voortgekomen kinderen kregen deze titel ook en werden van troonopvolging uitgesloten.
- De nakomelingen van prins Alexander van Hessen en zijn vrouw gravin Julia van Hauke droegen de titel prins van Battenberg. Hun zoon Alexander van Battenberg werd in 1879 op de troon van Bulgarije gezet. Het geslacht Battenberg verbond zich door huwelijk ook met de koninklijke huizen van Spanje en Engeland ("Mountbatten"). Prins Philip, de echtgenoot van de Engelse koningin Elizabeth II was een Mountbatten doordat hij de naam van zijn moeder Von Battenberg 'verengelste'. Van geboorte was de prins echter een Prins van Griekenland uit het Duitse vorstenhuis Oldenburg.
- In 1824 hertrouwde koning Frederik Willem III van Pruisen met gravin Auguste von Harrach, die hij tot prinses van Liegnitz en gravin van Hohenzollern verhief. Nakomelingen uit dit huwelijk sloot hij van erfrecht en troonopvolging uit, maar het paar bleef kinderloos.
- In 1858 huwde de oudste zoon van hertog Maximiliaan Jozef in Beieren, Lodewijk met de actrice Henriëtte Mendel. Mendel werd als "barones van Wallersee" in de adelstand verheven, maar Lodewijk moest afstand doen van zijn oudste rechten, ten gunste van zijn jongere broer Karel Theodoor.
- In 1909 sloot prins Bernhard van Lippe (1872-1934) een morganatisch huwelijk met Armgard von Cramm (1883-1971). Uit dit huwelijk werden als Graf von Biesterfeld twee zoons geboren, die op 24 februari 1916 door hun oom vorst Leopold IV van Lippe werden verheven tot Prinz zur Lippe-Biesterfeld en bij welk besluit zij ook opvolgingsrechten op de troon van Lippe verkregen: Bernhard (1911-2004), gehuwd met koningin Juliana der Nederlanden (1909-2004), en Aschwin (1914-1988), gehuwd met Simone Arnoux (1915-2001).